# Wędrogów
Wędrogów – wieś w Polsce położona w województwie łódzkim, w powiecie skierniewickim, w gminie Kowiesy.
W latach 1975–1998 miejscowość administracyjnie należała do województwa skierniewickiego.
Wędrogów jest wsią liczącą kilkadziesiąt domów, zamieszkaną przez ok. 119 osób. Osada leży nad rzeką Chojnatką, przy drodze krajowej nr 8 (E67), która oddziela wieś od sąsiednich Kowies.
Okolicę Wędrogowa stanowią głównie pola uprawne, łąki i niewielkie lasy.

## Zabytki
Według rejestru zabytków Narodowego Instytutu Dziedzictwa na listę zabytków wpisany jest obiekt:
- park dworski, poł. XIX w., XX w., nr rej.: 497 z 16.09.1978